# ŽNK Dinamo-Maksimir Zagreb
ŽNK Dinamo-Maksimir je ženski nogometni klub iz Zagreba.

## Povijest
Ženski nogometni klub Dinamo-Maksimir osnovan je 1937. godine.
Djelovao do 1939. godine. Tradiciju maksimirskih labudica nastavio je ŽNK Sloboda 78, sa sjedištem u Ivanjoj Reki kraj Zagreba (1978–83). Najtrofejniji je hrvatski ženski nogometni klub s 12 naslova državnih prvakinja i 9 naslova pobjednica kupa.  
U ŽNK Maksimir je igrala i Marija Matuzić, koja je u svojoj dugogodišnjoj nogometnoj karijeri osvojila brojne naslove državne prvakinje i državnih Kup natjecanja. U klubu su igrale i dugogodišnje članice Zlata Vargek (1986. – 1992.), Ivanka Perić (1983. – 1992.) i Dijana Janošić (1978. – 2003.) koja je isto obnašala dužnosti trenerice i predsjednice kluba.
Na turniru u francuskome gradu Mentonu 1983. godine ŽNK Sloboda 78 osvojio je naslov najbolje klupske ekipe u Europi. Igrale su u sastavu: Barka Tomičić, Jasna Serdarević, Ankica Dekanić, Ana Kasunić, Vera Bišćan, Bojana Ćosić, Bibija Kerla, Ivica Cizel, Dijana Janošić, Hiba Fišo, Marija Matuzić, Marija Urankar, Bosa Korać, Nevenka Paprica, Nada Žarković, Jasna Dolenjak, Rada Milić i Marica Marić.

## Uspjesi
ŽNK Dinamo-Maksimir osvojio je 17 pokala: 7 naslova državnih prvakinja i 10 državnih Kup natjecanja i naslov najbolje klupske ekipe Europe 1983. na turniru u francuskome gradu Mentonu.
- Prvakinje Jugoslavije u nogometu: 1980./81., 1981./82., 1990./91.
- Osvajačice Kupa Jugoslavije u nogometu: 1980., 1982., 1987., 1990.
- Prvakinje Hrvatske u nogometu: 1992., 2003./04., 2004./05., 2005./06.
- Osvajačice Hrvatskog nogometnog Kupa za žene: 1992., 1993., 2002/03., 2003/04., 2004/05., 2005/06.
- Prvakinje Europe: 1983.[2]

## Vanjske poveznice
- ŽNK Dinamo-Maksimir  Arhivirana inačica izvorne stranice od 11. lipnja 2009. (Wayback Machine)